# Blyn
Blyn  est une census-designated place américaine, dans l'État de Washington. 
La population était de 101 habitants en 2010.